# Universidad de Versailles Saint Quentin en Yvelines
La Universidad de Versailles Saint-Quentin-en-Yvelines (en francés: Université de Versailles-Saint-Quentin-en-Yvelines, también llamada UVSQ) es una universidad francesa creada en 1991 y localizada en Versailles. Pertenece a la Universidad Paris-Saclay, la más importante de Francia según el ranking Shangai
El presidente de la universidad es Alain Bui.
Tiene una Fundación científica.

## Facultades, institutos, escuelas
- Facultad de Derecho y ciencia política
- Facultad de Biología y salud
- Facultad de Ciencias
- Facultad de Ciencias sociales
- Instituto de Lenguas
- Instituto de culturas
- Instituto de Administración
- Escuela de Ingeniería Computador e ingeniería mecatrónica
- Dos institutos Tecnológicos
- Instituto Lavoisier de Versailles (ILV)